# Georginho de Paula
George Lucas Alves de Paula (Diadema, 24 de maio de 1996), também conhecido como Georginho de Paula ou simplesmente Georginho, é um basquetebolista brasileiro que atualmente defende o Ratiopharm Ulm
Iniciou a carreira em competições de base em clubes de São Bernardo do Campo, transferindo-se para o Pinheiros em 2013. Com destaque nas competições de base, ele foi observado por olheiros da National Basketball Association (NBA) e pauta do DraftExpress. Mais tarde, integrou o elenco do Paulistano, assumindo o protagonismo do clube que conquistaria o vice-campeonato do Novo Basquete Brasil de 2016–17. Na temporada seguinte, assinou contrato com Houston Rockets e atuou pelo Rio Grande Valley Vipers, clube filiado da franquia norte-americana. No entanto, retornou ao Paulistano e depois se transferiu para o São Paulo. Na temporada 2019–2020, Georginho obteve boas atuações e foi destaque nacional conquistando cinco prêmios da Liga Nacional de Basquete, incluindo o MVP da décima segunda edição do Novo Basquete Brasil.,em 2021 depois de mas uma boa temporada pelo São Paulo acertou a Sua Transferência para o Franca Basquete.

## Carreira
Georginho disputou competições de base pelo Pinheiros. Em 2015, destacou-se na Liga de Desenvolvimento de Basquete, competição vencida pelo Pinheiros. No mesmo ano, foi observado por olheiros da National Basketball Association (NBA); o DraftExpress, um dos principais website da liga norte-americana, indicou-o como uma das apostas para o draft daquela temporada. No ano seguinte, mudou-se para o Paulistano. O atleta, que era pouco utilizado em seu clube formador, tornou-se um dos protagonistas do Paulistano na temporada de 2016–17, quando conquistou o vice-campeonato do Novo Basquete Brasil.
Durante o segundo semestre de 2017, Georginho assinou em definitivo com o Houston Rockets; contudo, foi dispensado no mês seguinte. Apesar disso, integrou o elenco do Rio Grande Valley Vipers, clube filiado dos Rockets na G-League, onde ele disputou dez partidas antes de retornar para o Paulistano em 2018. Em junho de 2019, transferiu-se para o São Paulo junto com Desmond Holloway, Jefferson William, Renan Lenz e Shamell Stallworth, integrando assim um dos maiores investimentos do país para a temporada 2019–20. Em sua apresentação, elogiou o projeto e exaltou o histórico com Cláudio Mortari. O atleta estreou pela equipe no triunfo sobre o Basquete Osasco pelo Campeonato Paulista, prosseguindo na competição até a eliminação na semifinal. Já na décima segunda edição do Novo Basquete Brasil, estreou com um triplo-duplos na vitória sobre o Corinthians. Mais tarde, repetiu o feito nos triunfos contra Universo/Brasília, Flamengo, Paulistano e São José. Com esses resultados, ele estabeleceu novos recordes na competição: o atleta com maior número de triplo-duplos e o primeiro a conquistar esta marca em sequência. Apesar da interrupção e o cancelamento da temporada devido à pandemia de COVID-19, Georginho foi condecorado com várias premiações individuais. A Federação Paulista de Basketball atribuiu os prêmios de "destaque" e "melhor amador" da temporada. Já a Liga Nacional de Basquete reconheceu as boas atuações do atleta com cinco troféus, incluindo o "King of The Season", título atribuído ao MVP (melhor atleta).
Em 31 de julho de 2023, Georginho foi anunciado como reforço do Ratiopharm Ulm, da Alemanha, porém ele ainda não se despedirá do Sesi Franca Basquete, pois defenderá o Franca na Copa Intercontinental, que acontecerá de 21 a 24 de setembro, em Singapura.

## Seleção Brasileira
A Confederação Brasileira de Basquete (CBB) divulgou em 21 de agosto de 2023, a lista com os 12 atletas convocados para a Copa do Mundo. Dentre os nomes o de Georginho.